# Begynnelser
Begynnelser (Music From An Imagined Play) è un album in studio del gruppo rock norvegese Motorpsycho, pubblicato il 9 giugno 2017 Rune Grammofon. L'album è disponibile in un bundle che comprende 2 vinili da 33 giri, un CD e 2 DVD. Il disco è ascoltabile anche dalle principali piattaforme di streaming audio e video.
Il disco nasce quando la band era senza batterista, dopo l'uscita di Kenneth Kapstad e prima dell'ingresso di Tomas Järmyr. Si tratta di un disco contenente sperimentazioni e improvvisazioni.

## Tracce
1. Mærrabotn (Fosen) – 2:44
2. Terje's Sang (Bøla I) – 2:15
3. Jaques Tati (Kongensgate) – 3:25
4. Trylleball (Sannan) – 2:29
5. Dekdektiven Røker Om Natten (Figga) – 2:07
6. Taterhjulets Gnaur (Majavatn) – 3:25
7. Englevinger (Namskogan) – 1:16
8. Sirkelpust (Jørstadbrua) – 4:55
9. Satan (Namdalen) – 4:08
10. Over Nyhavna (Falstadvalsen) – 7:32
11. Tåke På Fjorden / Rinnan Kjæm (Sør-Beistad) – 4:10
12. Gutan I Skogen (Sol På Sunnan) – 6:49
13. Terje's Sang (Bøla II) – 0:35

## Personale
Motorpsycho
- Bent Sæther
- Hans Magnus Ryan
- Kenneth Kapstad